# لا كونكورديا
لا كونكورديا هي بلدية في نيكاراغوا، ومحلية، ومدينة، تقع في جينوتيغا، بلغ عدد سكانها 7,273 نسمة وذلك حسب إحصائيات سنة 2014، تبلغ مساحتها 151.02 كيلومتر مربع، رمزها البريدي هو 66300.

## أعلام
- بنجامين زيليدون